# Флаг Прокопьевского городского округа
Флаг Прокопьевского городского округа Кемеровской области — Кузбасса Российской Федерации — опознавательно-правовой знак, служащий официальным символом муниципального образования.
Ныне действующий флаг утверждён решением Прокопьевского городского Совета народных депутатов от 24 апреля 2020 года № 171 и внесён в Государственный геральдический регистр Российской Федерации с присвоением регистрационного номера 12985.

## Описание
«Прямоугольное двухстороннее полотнище с отношением ширины к длине 2:3, воспроизводящее фигуры из герба Прокопьевского городского округа, выполненные синим, зелёным, чёрным, белым и жёлтым цветом».
Описание герба: «В зелёном поле поверх золотой оконечности стоящий обращённый вправо Святой Прокопий Устюжский с золотым нимбом, в золотой рубахе, поверх которой — серебряное длинное рубище и босой, правую руку поднявший, а левой держащий три скрещённые чёрные кочерги, поставленные на рукояти, одна влево и две концами вправо и сопровождённый справа чёрным камнем, положенным поверх края оконечности».

## Обоснование символики
История города Прокопьевска — одна из важных страниц в истории освоения Сибири. Этот край с давних времен привлекал купцов и первооткрывателей. В 1618 году на землях кузнецких татар был сооружен Кузнецкий острог, а в 1621 году в Сибирь для проповедования православия прибыл архиепископ Киприан, что положило начало строительству в этих краях церквей и основанию монастырей. Так и возникновение деревни Монастырской — исторического центра города Прокопьевска — связано с основанием мужского Христорождественского монастыря, существовавшего с 1648 по 1769 годы в трёх верстах севернее Кузнецка на левом берегу Томи. Вблизи Монастырской деревни в 1753 году была заложена первая деревянная церковь во имя святого праведного Прокопия Устюжского Христа ради юродивого устюжского чудотворца. По названию церкви было названо село Прокопьевское, возникшее здесь позднее и получившее статус города Прокопьевска в 1931 году.
Прокопий Устюжский стал одним из немногих православных святых, имя которого носит город в России. Существует несколько версий жития святого Прокопия Устюжского, как церковных, так и светских, они различаются хронологией событий и тем, как появился Прокопий на Руси. Согласно церковным источникам, святой Прокопий, родившийся и воспитывавшийся в роскоши, был богатым иностранным купцом, ходившим «по обычаю гостей иноземных» на своём корабле в Новгород для торговли. В Новгороде Прокопий, пленившись красотой величественных храмов, звонами колоколов и благолепием православных богослужений, обратился к православию. Он роздал свои богатства бедным и поселился в Хутынском монастыре. Инок Хутынского монастыря Прокопий привлек к себе внимание новгородцев и многие восхищались его смирением. Избегая мирской славы, он с благословения духовного наставника покинул монастырь и отправился на восток. Пройдя не одну сотню верст, держась течения рек, Прокопий добрался до Устюга. В Устюге святой Прокопий вступил на путь юродства Христа ради: ночи проводил в молитве на паперти Успенского собора, а днем ходил по городу в изорванной одежде, смиренно перенося насмешки и побои.
В 1290 году произошло великое чудо. Прокопий Устюжский предвидел и отвратил стихийное бедствие — сильную бурю с каменным дождем и смерчем большой разрушительной силы. Блаженный ходил по городу, призывая со слезами жителей Великого Устюга каяться и молиться, чтобы Господь избавил город от страшной участи, но ему не верили. Когда над городом сгустились чёрные облака, из туч засверкали молнии и стали слышны раскаты грома, а земля начала страшно сотрясаться, многие люди вспомнили блаженного Прокопия и его проповедь. Они стали приходить в церковь и молиться вместе с Прокопием, благодаря чему буря миновала город. С тех пор как Прокопий Устюжский своими молитвами спас Великий Устюг от каменного дождя, он считается покровителем горнорудного дела.
Символика флага Прокопьевского городского округа многозначна:
— образ Прокопия Устюжского является гласным символом Прокопьевского городского округа, названного в честь святого;
— три кочерги — атрибуты святого Прокопия, которые он всегда носил в левой руке и по которым предсказывал погоду, а расположенные вверх кочерги святого символизируют предсказанный им обильный урожай и благополучие;
— чёрный камень символизирует каменный уголь, с добычей которого связана история становления и развития Прокопьевска. Городской округ являлся одним из основных центров добычи коксующегося угля в Кузбассе, а день города отмечается вместе с Днем шахтёра.
Примененные во флаге цвета:
жёлтый цвет (золото) — символ высшей ценности, величия, великодушия, богатства, урожая;
белый цвет (серебро) — символ чистоты, открытости, божественной мудрости, примирения;
зелёный цвет — символ роста, надежды, молодости, природы;
чёрный цвет — символ мудрости, скромности, вечности бытия, природных богатств земли.

## Первый флаг
Первый флаг города Прокопьевска был утверждён решением Прокопьевского городского Совета народных депутатов от 24 апреля 2007 года № 258.
После утверждения нового флага первый флаг считается памятниками исторического и культурного наследия Прокопьевского городского округа.

### Описание
Флаг представляет собой прямоугольное полотнище с соотношением ширины флага к его длине 2:3, состоящее из двух горизонтальных равновеликих полос: верхней — жёлтого цвета, нижней — зелёного цвета.
В верхнем левом углу на жёлтой полосе флага расположен герб города Прокопьевска в красной окантовке, над которым размещается надпись «ПРОКОПЬЕВСК», исполненная крупным шрифтом красного цвета, снизу герба на извивающейся ленте красного цвета размещён год основания города — «1931».

### Обоснование символики
Трактовка значений цветов флага следующая:
жёлтый цвет — символ солнца, мира, жизнелюбия, благополучия и творчества;
зелёный цвет — символ молодости, надежды, радости, изобилия природных ресурсов.